# Station Radom Potkanów
Station Radom Potkanów is een spoorwegstation in de Poolse plaats Radom.